# Ionuț Grama
 Ionuț Grama (n. 12 decembrie 1982) este un actor de film, teatru și voice-over român. Printre altele, a jucat în Alice în Țara Tovarășilor (Nae Caranfil, aflat în post-producție), Călătoria lui Gruber (Radu Gabrea, 2009). Rolul său din O lună în Thailanda reprezintă prima sa colaborare cu Paul Negoescu.
În 2009 a fost nominalizat la premiul Uniter pentru debut..
De asemenea, el face echipă cu Șerban Pavlu, care îi copiază rolul datorită vocilor care le permite să imite niște răufăcători.

## Filmografie
- Ai noștri - (2017)
- Harley & the Davidsons (2016)

- Atletico Textila (2016)

- 6,9 pe scara Richter (2016)
- Minte-mă frumos în centrul vechi (2016)

- Chosen (2016)
- Exodus to Shanghai (2015)
- Closer to the Moon / Mai aproape de lună (2014)
- Vizitatorul (2014)

- A Royal Christmas (2014)
- Sons of Liberty (2014)
- Wer (2013)

- O lună in Thailanda (2012)

- The Devil Inside (2012)[3][4]
- The Whistleblower (2011)
- Jaful (2010)
- Călătoria lui Gruber (2008)
- Return of the Living Dead: Rave to the Grave (2005)

## Teatru
- Îngriitorul, Unteatru (2017)
- Hansel & Gretel, Unteatru (2017)
- Reguli de viață, Teatrul de Comedie (2017)
- Frig, Unteatru (2018)
- POLITIK.ON, Point (2016)
- Refugiul, Teatrul Odeon (2016)
- Trei despărțiri, Godot Cafe-Teatru (2016)
- Omul Pernă, Teatrul Act (2015)
- Livada de vișini, Unteatru (2015)
- Operele complet prescurtate ale lui William Shakespeare, Teatrul de pe Lipscani (2014)
- Cel mai frumos roman din lume, Unteatru (2013)
- Orfani, Teatrul Act (2013)
- Stand up pls, Teatrul de Artă București (2013)
- Green Hours, Green Hours (2013)
- Crize, Teatrul Tabu (2012)
- The Winter's Tale, Festivalul Internațional Shakespeare, Ostrava, Cehia / Gdansk, Polonia (2012)
- Julius Caesar, Godot Cafe-Teatru (2012)
- Hotelul, UNATC (2011)
- Pericles,  Festivalul Internațional Shakespeare, Gdansk, Polonia (2010)
- Paraziți, UNATC (2010)
- Girl Gone, Teatrul Arca (2009)
- Cui i-e frică de Virginia Woolf?, Teatrul Act / Godot Cafe-Teatru (2007)

## Dublaje
- Frumoasa și Bestia
- Războiul Stelelor: Trezirea Forței
- The Boss Baby: Cine-i șef acasă?
- Balerina
- Deep
- Hai să cântăm!
- Annie
- Cronicile Xaolin

- Dr. Super Pantaloni

- Un show obisnuit

- Uimitoarea lume a lui Gumball (sezonul 3)

- Ceasul Yo-Kai

- Miraculos: Buburuza și motanul noir
- Elevi Interdimensionali Zero
- Lego Ninjago: Maieștrii Spinjitzului
- Steven Universe
- Violetta
- Soy Luna
- Formidabilele Magisăbii
- Transformers: Robots in Disguise
- OK K.O.!: Să fim eroi
- Fetițele Powerpuff (2016)
- Unikitty
- Stă să plouă cu chiftele
- Angelo e cel mai tare
- Lego: Cavalerii Nexo
- Unchiul bunic
- Mao Mao Eroii Inimii Curate
- Cartea Cartilor